# 柬埔寨電影
柬埔寨電影始於1950年代，1960年代全國各地的影院興盛被視為“黃金時代”。 隨紅色高棉政權瓦解及視頻和電視的競爭，柬埔寨電影僅是一個小型產業。

## 特色
近年來，由於預算不足僅能製作特效弱的低成本恐怖電影，受到年輕觀眾歡迎。柬埔寨恐怖片通常會有鬼故事，舊神話和某種形式的報復。Krasue是一個受歡迎的主題。幽靈故事，神話和血腥儀式的電影，包括鬼蕉樹和The Kantong Kiev Witch。其他恐怖電影The Haunted House (2005 film)則以鬆散的傳說為基礎。
柬埔寨的恐怖片集中於人物的痛苦具有極端的血腥暴力，不同於韓國恐怖片或日本恐怖片。熱門的恐怖電影，如The Weird Villa和Secret Well強調心理恐懼。Heart Talk是另一種心理驚悚片。關於復仇的電影，如Villa Horror，“Annoyed (film)”和“Moheagita”，往往將死者的生命重新定居於生活中。關於怪物的電影包括The Forest (2005 film)，Queen of Cobra。像好萊塢那樣的柬埔寨怪獸電影於青少年。
亨托拉認為，儘管目前的恐怖電影品味頗多，但恆大認為更為嚴重的趨勢正在出現，部分原因是柬埔寨人對柬埔寨殖民地過去對泰國和越南等強大鄰國的憤慨。2007年底發生的第三次高棉電影節，禁止幻影作為對恐怖電影過剩的反應
。

## 2000年代
2007年底，電影觀眾人數已經開始下降，劇院和電影製作公司開始倒閉。與1965-1975年間的30家相比，僅有13個劇院仍在運行。批評家指責演員和導演不佳，腳本和故事情節不佳。柬埔寨知識產權執法不力也繼續影響到本國和國際媒體行業的信譽 。2009年，電影發行量從2006年的60多個減少至不到10個，大多數電影導演轉向製作短片和電視劇，而不是像以前一樣完整的電影。
許多本地製作的電影是簡單及低預算的恐怖電影或愛情電影。許多柬埔寨人更喜歡看品質更好的國外電影，特別是票價通常比國內電影便宜。然而，許多柬埔寨人想要看到國內電影，如果他們能夠達到產生行業高度的那些標準。

## 資料來源
1. ↑  
.   [2009-12-29]. （原始内容存档于2011-06-30）., Naraths.
2. ↑   （页面存档备份，存于）, Taipei Times.
3. ↑  
.   [2009-12-29]. （原始内容存档于2009-02-13）., Naraths.
4. ↑  . The Phnom Penh Post.   [2012-03-19].